# گیلبرت اشتون
گیلبرت اشتون (انگلیسی: Gilbert Ashton; ۲۷ سپتامبر ۱۸۹۶ – ۶ فوریهٔ ۱۹۸۱) بازیکن کریکت اهل بریتانیا بود.
وی همچنین برندهٔ جوایزی همچون صلیب نظامی شده‌است.